# Christopher Hitchens

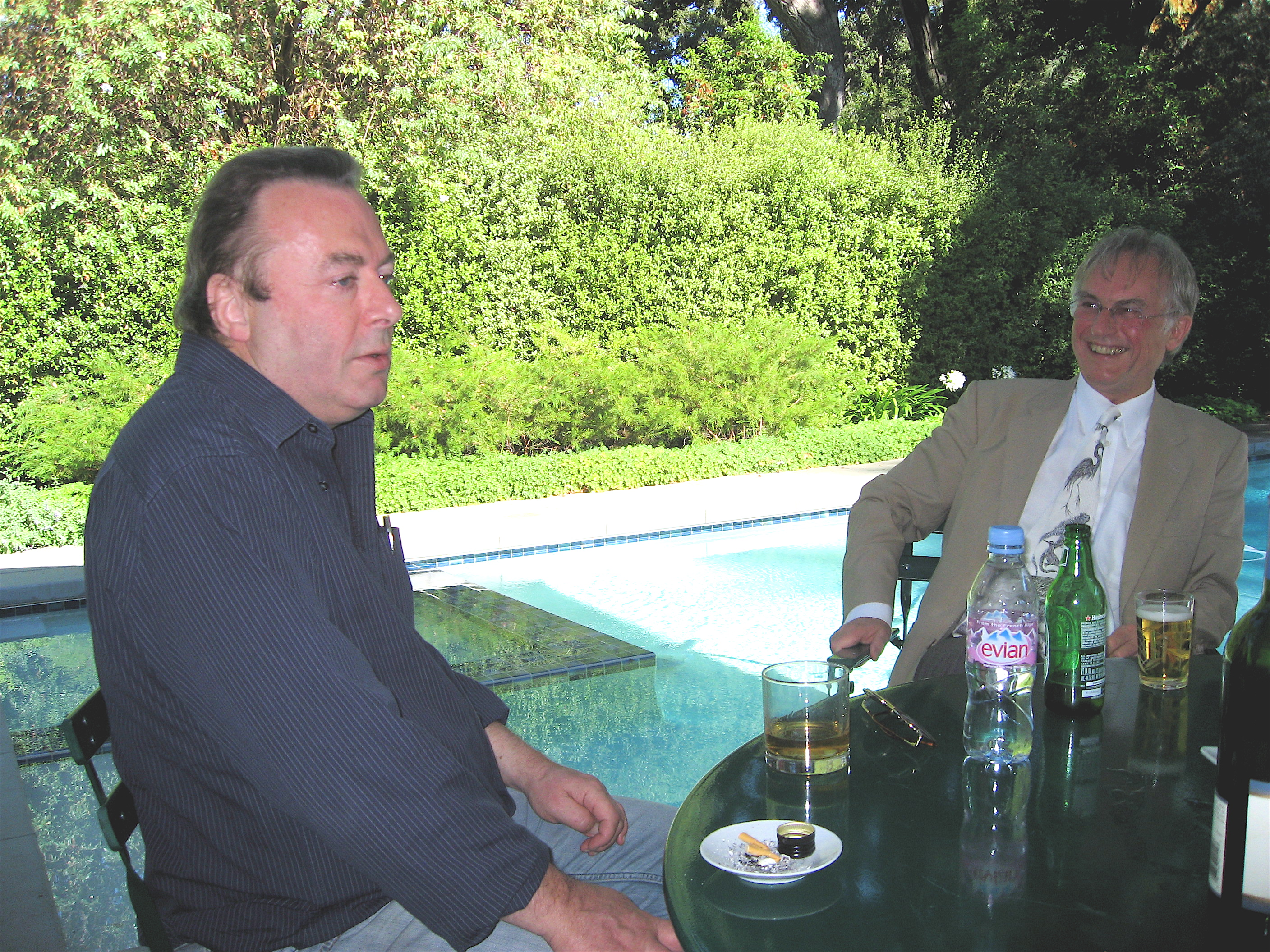
Christopher Hitchens (links) met Richard Dawkins

Christopher Eric Hitchens (Portsmouth, 13 april 1949 – Houston, 15 december 2011) was een Brits-Amerikaanse journalist, publicist en literatuurcriticus. Hij heeft gewerkt onder meer voor Vanity Fair, The Atlantic, World Affairs, The Nation, Slate en Free Inquiry. Hitchens was daarnaast een politiek activist, atheïst én antitheïst. Op grond hiervan werd hij regelmatig gevraagd lezingen te houden en mee te doen aan televisiedebatten. Hitchens was voorstander van verlichting, secularisme, humanisme en rationalisme. Hij volgde opleidingen aan The Leys School in Cambridge en aan de Universiteit van Oxford. Hij wordt beschouwd als een vertegenwoordiger van het Nieuwe atheïsme.
Hitchens stond erom bekend dat hij graag debatteerde. Zo sprak hij zich fel uit tegen kernwapens, de Vietnamoorlog, Slobodan Milošević, Israëls regering, Bill en Hillary Clinton en de zijns inziens kwalijke aard en invloed van godsdienst op het persoonlijke en openbare leven. Hij was de oudere broer van de christelijke en conservatieve publicist Peter Hitchens. Zijn uitspraak "What can be asserted without evidence can also be dismissed without evidence" (wat kan worden beweerd zonder bewijs kan ook worden verworpen zonder bewijs) is bekend geworden als Hitchens' razor (Hitchens' scheermes).

## Religiekritiek
Christopher Hitchens is door Nederlandse media grotendeels onopgemerkt gebleven. Toen cabaretier Hans Teeuwen in 2013 als VPRO Zomergast een fragment over Hitchens wilde laten zien, moest presentator Wilfried de Jong toegeven nooit van hem gehoord te hebben. In 1994 haalde Hitchens' kritische documentaire over Moeder Theresa wel de Nederlandse kranten, maar zijn boek The Missionary Position: Mother Teresa in Theory and Practice van een jaar later werd nergens besproken. Ook zijn publieke afrekening met Bill Clinton in het boek No One Left to Lie To: The Triangulations of William Jefferson Clinton is door Nederlandse media niet opgemerkt en ook niet vertaald. De Volkskrant besprak wel zijn boek The Elgin Marbles (1988), over Griekse roofkunst in het bezit van Groot-Brittannië. NRC Handelblad en Het Parool plaatsten wel eens een reportage of opiniestuk van Hitchens.
Hitchens sprak zich regelmatig uit tegen de drie Abrahamitische religies, of de drie grote monotheïstische religies: jodendom, christendom en islam. Hij zei: "De echte as van het kwaad wordt gevormd door het christendom, het jodendom en de islam". In zijn boek God Is Not Great breidde Hitchens zijn kritiek uit tot alle religies, inclusief hindoeïsme en het neo-paganisme. God Is Not Great werd genomineerd voor een National Book Award op 10 oktober 2007.
Hitchens stelde dat de georganiseerde religie "de belangrijkste bron van haat in de wereld is". Georganiseerde religie is "gewelddadig, irrationeel, intolerant, moedigt aan tot racisme, tribalisme, en onverdraagzaamheid; zij investeert in onwetendheid, staat vijandig tegenover vrij onderzoek, minacht vrouwen en dringt zich op van kindsbeen af".
Door zijn boek God is not Great werd hij een van de vertegenwoordigers van het Nieuwe atheïsme, samen met Sam Harris, Daniel Dennett en Richard Dawkins. Samen met deze drie atheïstische essayisten voerde hij in The Four Horsemen ook een gefilmd rondetafelgesprek over de reacties op de religiekritische boeken van de deelnemers.
Hij was erelid (Honorary Associate) van de National Secular Society en zat in de adviesraad van de Secular Coalition for America, een lobbygroep voor atheïsten en humanisten in Washington, DC.
In 2007 voerde Hitchens een reeks schriftelijke debatten met de christelijke theoloog Douglas Wilson, gepubliceerd in het tijdschrift Christianity Today. De reeks begon met de vraag: "Is Christianity Good for the World?" (Is het christendom goed voor de wereld?). De gedachtewisseling werd in 2008 uitgegeven met deze vraag als titel. De promotietour voor het boek werd gefilmd door Darren Doane. Doane produceerde de film Collision: "Is Christianity GOOD for the World?" die werd uitgebracht op 27 oktober 2009.
Als jongeman hield Christopher Hitchens er, net als zijn broer Peter, enige tijd links-radicale en atheïstische denkbeelden op na. Met zijn broer Peter Hitchens, die lid is van de Anglicaanse kerk en een boek gepubliceerd heeft The Rage against God. How Atheism led me to Faith (alternatieve ondertitel: Why Faith is the Foundation of Civilization), heeft Christopher via verschillende media enkele keren gedebatteerd over hun contrasterende levensovertuigingen. Beide broers waren avontuurlijke en polemische geesten.
Op 26 november 2010 debatteerde Hitchens in Toronto tijdens de Munk Debates met de voormalige Britse premier Tony Blair, die kort daarvoor rooms-katholiek geworden was, over religie.

## Ziekte

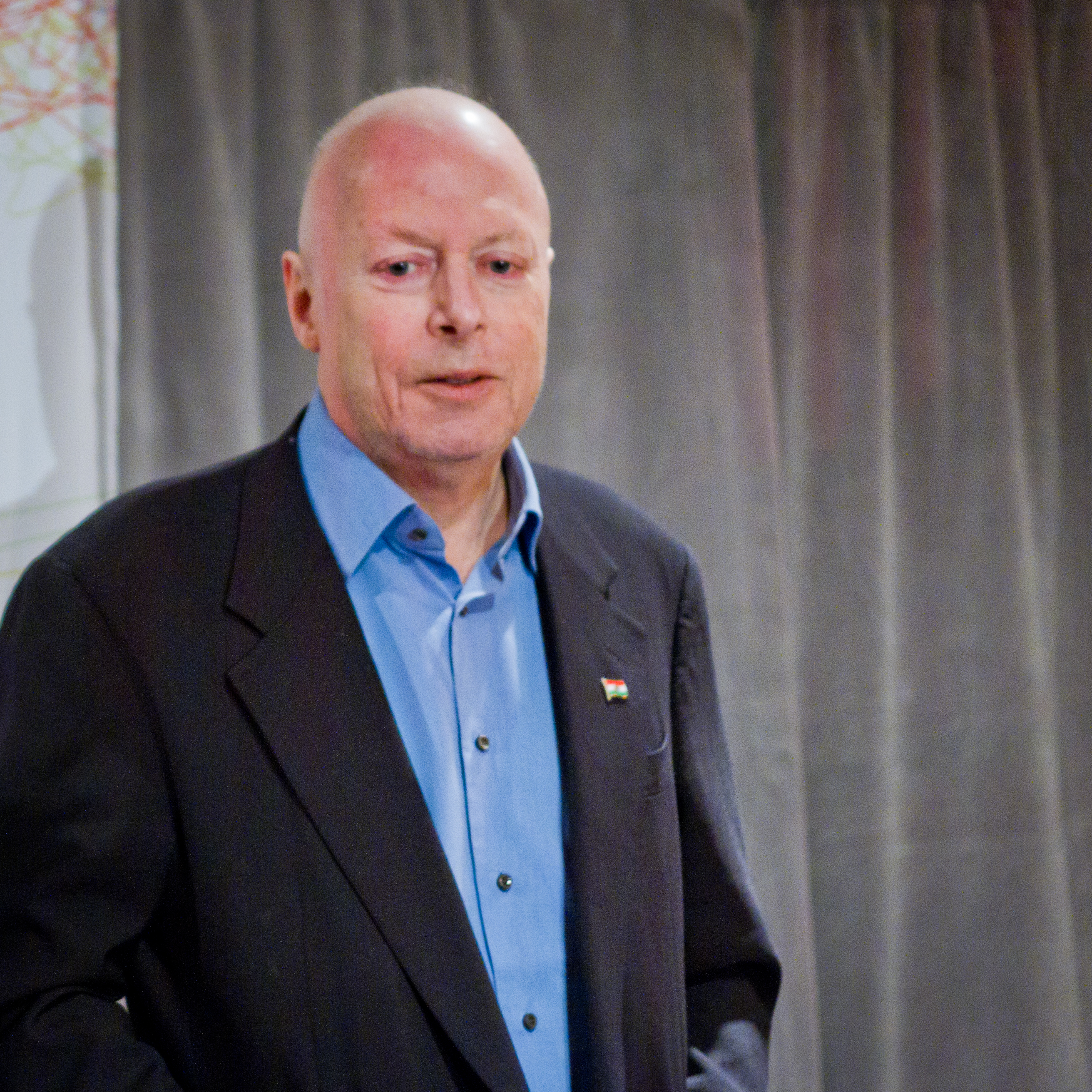
Hitchens tijdens zijn chemobehandeling in 2010

Op 1 juli 2010 werd openbaar gemaakt dat Hitchens de promotietoer voor zijn boek Hitch-22 moest onderbreken, omdat hij leed aan slokdarmkanker en daarvoor chemotherapie moest ondergaan. Hitchens zei te beseffen dat de prognose verre van positief is, en dat hij een "zeer gelukkig mens zou zijn om nog vijf jaar te leven". Hij is op 15 december 2011 in het ziekenhuis van de Universiteit van Texas gestorven op 62-jarige leeftijd.

## Kritiek
In een bespreking van Hitch-22 typeerde de gematigde atheïst Ian Buruma Hitchens als een man die sprekend lijkt op het doelwit van zijn antireligieuze polemieken. "De man die uit deze memoires tevoorschijn treedt is [...]: zonder meer intelligent, vaak principieel, dikwijls hardnekkig in zijn dwalingen, maar bovenal een echte gelovige". Hitchens was, volgens Buruma, al te vaak en al te zeer van zijn eigen gelijk overtuigd. Wat ontbrak was skepsis en ironie jegens de eigen stellingname.
De Belgische sinoloog en literator Simon Leys reageerde in 1997 op Hitchens boek over moeder Teresa. Eerst gebeurde dit via de lezersrubriek van de New York Review of Books en nadien in een uitgewerkt essay getiteld The Hall of Uselessness (2011), waarin hij Hitchens een gebrek aan kennis van de christelijke tradities verweet.

## Bibliografie

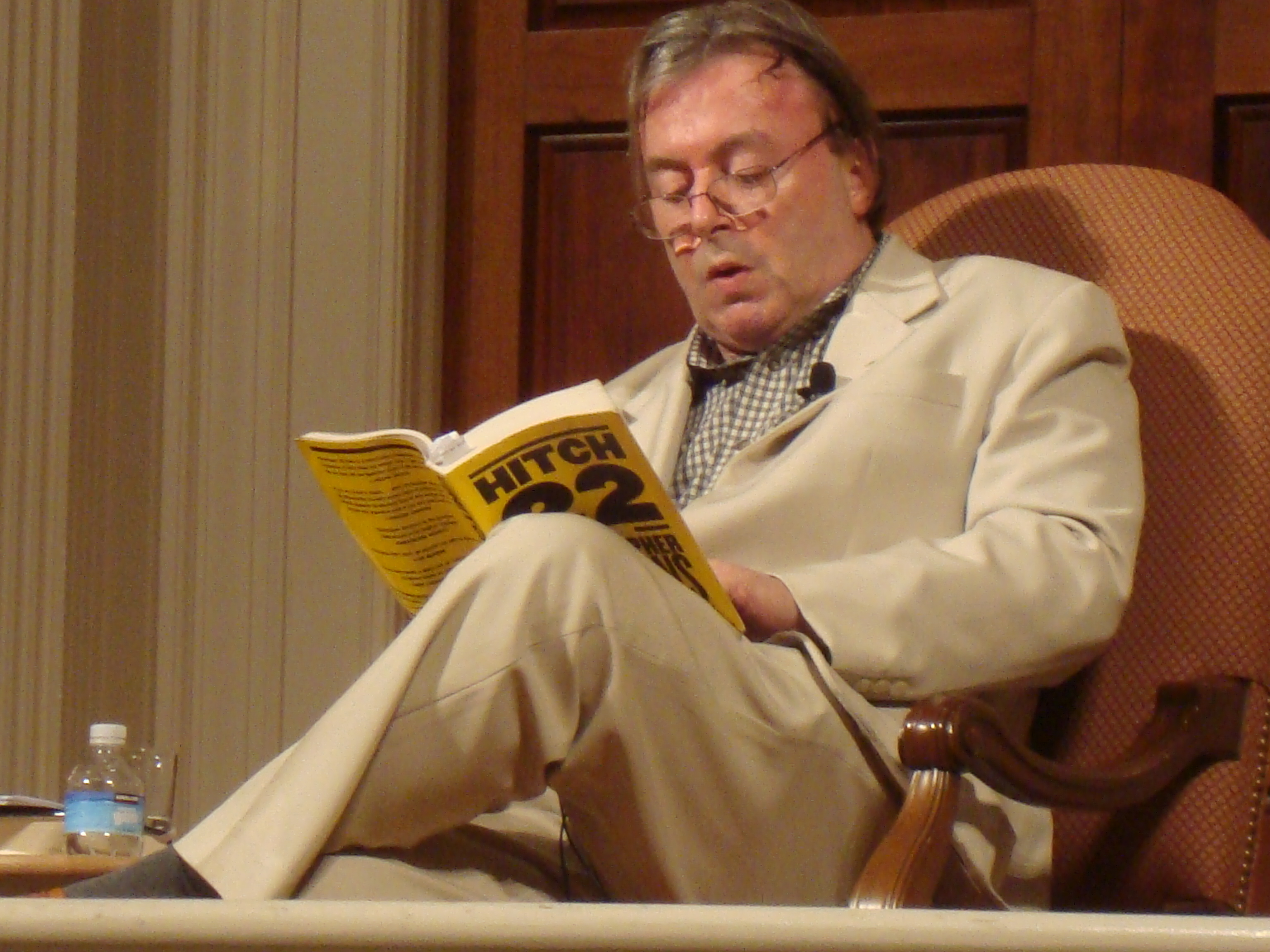
Christopher Hitchens leest uit zijn eigen memoires, Hitch-22